# أسطورة شيرمان بيرومالس
أسطورة تشيرامان بيرومال هي تقليد العصور الوسطى المرتبط ببيرومال تشيرامان (ملوك شيرا) في ولاية كيرالا .  تشمل مصادر الأسطورة التقاليد الشفوية الشعبية والتراكيب الأدبية اللاحقة.  وقت نشأة الأسطورة غير معروف للعلماء.  يبدو أن الأسطورة كان لها مصدر مشترك معروف جيدًا لجميع سكان ولاية كيرالا. 
أثارت صحة الأسطورة كمصدر للتاريخ الكثير من الجدل بين مؤرخي جنوب الهند. تعتبر الأسطورة الآن "تعبيرًا عن الوعي التاريخي وليس كمصدر للتاريخ".  مارست أسطورة تشيرامان بيرومال تأثيرًا سياسيًا كبيرًا في ولاية كيرالا على مر القرون. تم استخدام الأسطورة من قبل مشيخات ولاية كيرالا لإضفاء الشرعية على حكمهم (معظم المنازل الرئيسية الرئيسية في ولاية كيرالا في العصور الوسطى ترجع أصلها إلى التخصيص الأسطوري من قبل بيرومال).  
النسخ المكتوبة الشائعة من الأسطورة سيئة السمعة بسبب التناقضات والتناقضات (في أسماء الملوك والتواريخ).  حتى تواريخ مؤلفاتهم إشكالية. يمكن التعرف على تشيرامان بيرومال المذكورة في الأسطورة مع حكام تشيرامان بيرومال في العصور الوسطى في ولاية كيرالا (القرنان الثامن والثاني عشر الميلاديان).